# Barrais-Bussolles
Barrais-Bussolles – miejscowość i gmina we Francji, w regionie Owernia-Rodan-Alpy, w departamencie Allier.

## Demografia
Według danych na rok 1990 gminę zamieszkiwało 215 osób, a gęstość zaludnienia wynosiła 8 osób/km². W styczniu 2015 r. Barrais-Bussolles zamieszkiwało 220 osób, przy gęstości zaludnienia wynoszącej 8,2 osób/km².